# Drapeaux d'Océanie

Les drapeaux des États d'Océanie.

Liste des drapeaux des États et dépendances d'Océanie.
Les drapeaux sont classifiés selon l'organisation de Jules Dumont d'Urville qui proposait en 1831 à la Société de géographie (Paris), une nouvelle organisation du Pacifique en quatre parties :
- la Polynésie (« les nombreuses îles »),
- la Mélanésie (« les îles noires »),
- la Micronésie (« les petites îles »),
- la Malaisie ou Insulinde qui sera plus tard « retirée » du continent océanien.

## Australasie

### Australie

Drapeau de l'Australie Voir aussi: Liste des drapeaux de l'Australie
Drapeau aborigène

#### États d'Australie

Drapeau du Territoire de la capitale
Drapeau de la Nouvelle-Galles du Sud
Drapeau du Territoire du Nord
Drapeau du Queensland
Drapeau de l'Australie-Méridionale
Drapeau de Tasmanie
Drapeau du Victoria
Drapeau de l'Australie-Occidentale

#### Territoires extérieurs

Drapeau de l'île Christmas (Territoire non autonome de l'Australie)
Drapeau des Îles Cocos (Territoire non autonome de l'Australie)
(Non officiel) Drapeau de l'Île Lord Howe (Île d'Australie)
Drapeau de l'île Norfolk (Territoire autogouverné associé à l'Australie)

### Nouvelle-Zélande

Drapeau de la Nouvelle-Zélande
Otago

## Insulinde (archipel de Malaisie)

Drapeau de Brunei
Drapeau de l'Indonésie
Drapeau de la Malaisie
Drapeau des Philippines

## Mélanésie

Drapeau des îles Salomon
Drapeau des Fidji
Drapeaux de la Nouvelle-Calédonie (collectivité sui generis de la France) composé du drapeau kanak et du drapeau français.
Drapeau de Papouasie-Nouvelle-Guinée
Drapeau du Timor oriental
Drapeau du Vanuatu

### Provinces de Nouvelle-Calédonie

Drapeau de la Province Nord
Drapeau de la Province Sud
Drapeau de la province des îles Loyauté

## Micronésie

Drapeau de Guam (Territoire non incorporé et organisé des États-Unis)
Drapeau des Îles Marshall
Drapeau des îles Mariannes du Nord (Territoire non incorporé et organisé des États-Unis)
Drapeau des Kiribati
Drapeau des États fédérés de Micronésie
Drapeau de Nauru
Drapeau des Palaos

### États des États fédérés de Micronésie

Drapeau de l'État de Chuuk
Drapeau de l'État de Kosrae
Drapeau de l'État de Pohnpei
Drapeau de l'État de Yap

### États des Palaos

Aimeliik
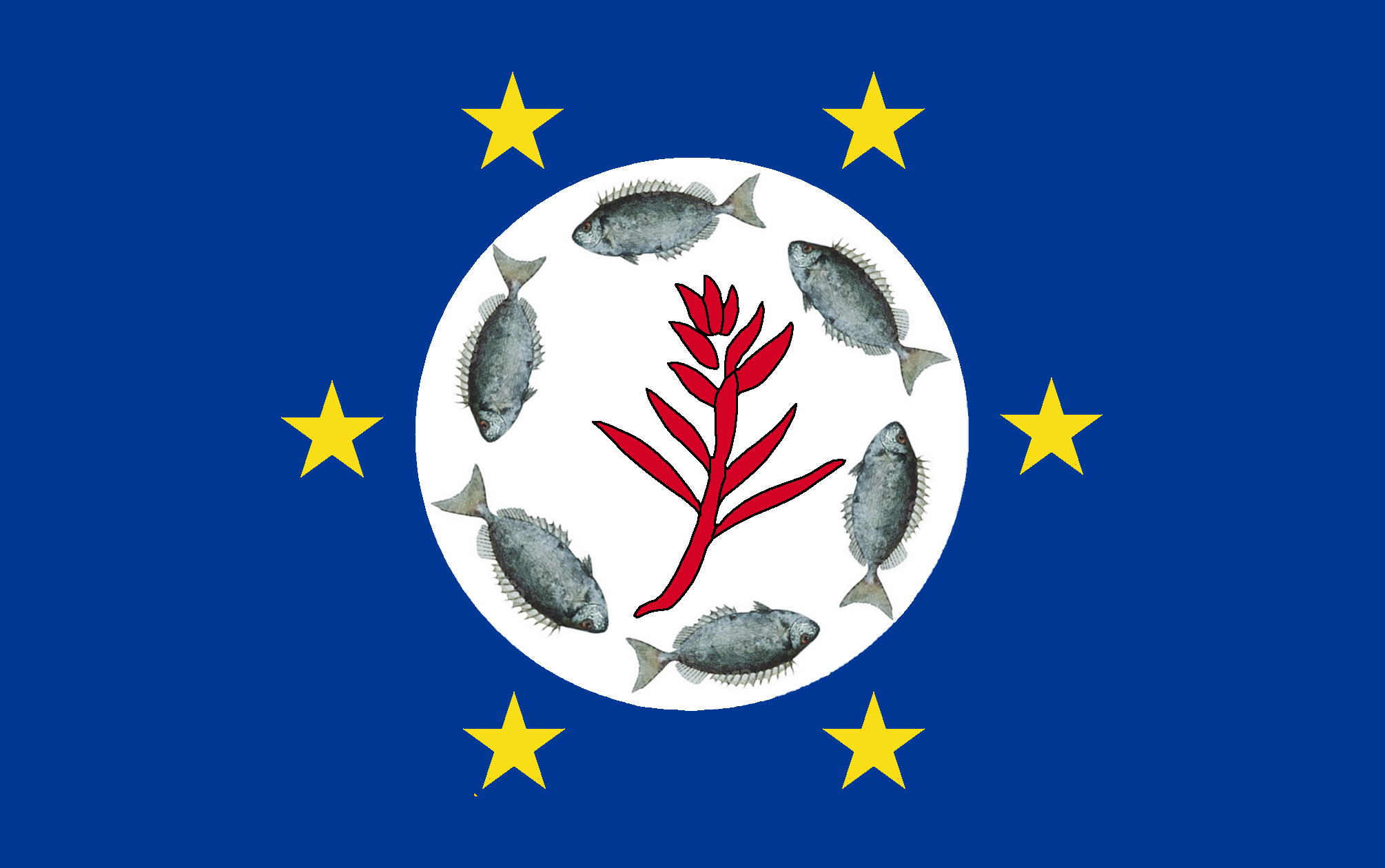
Airai
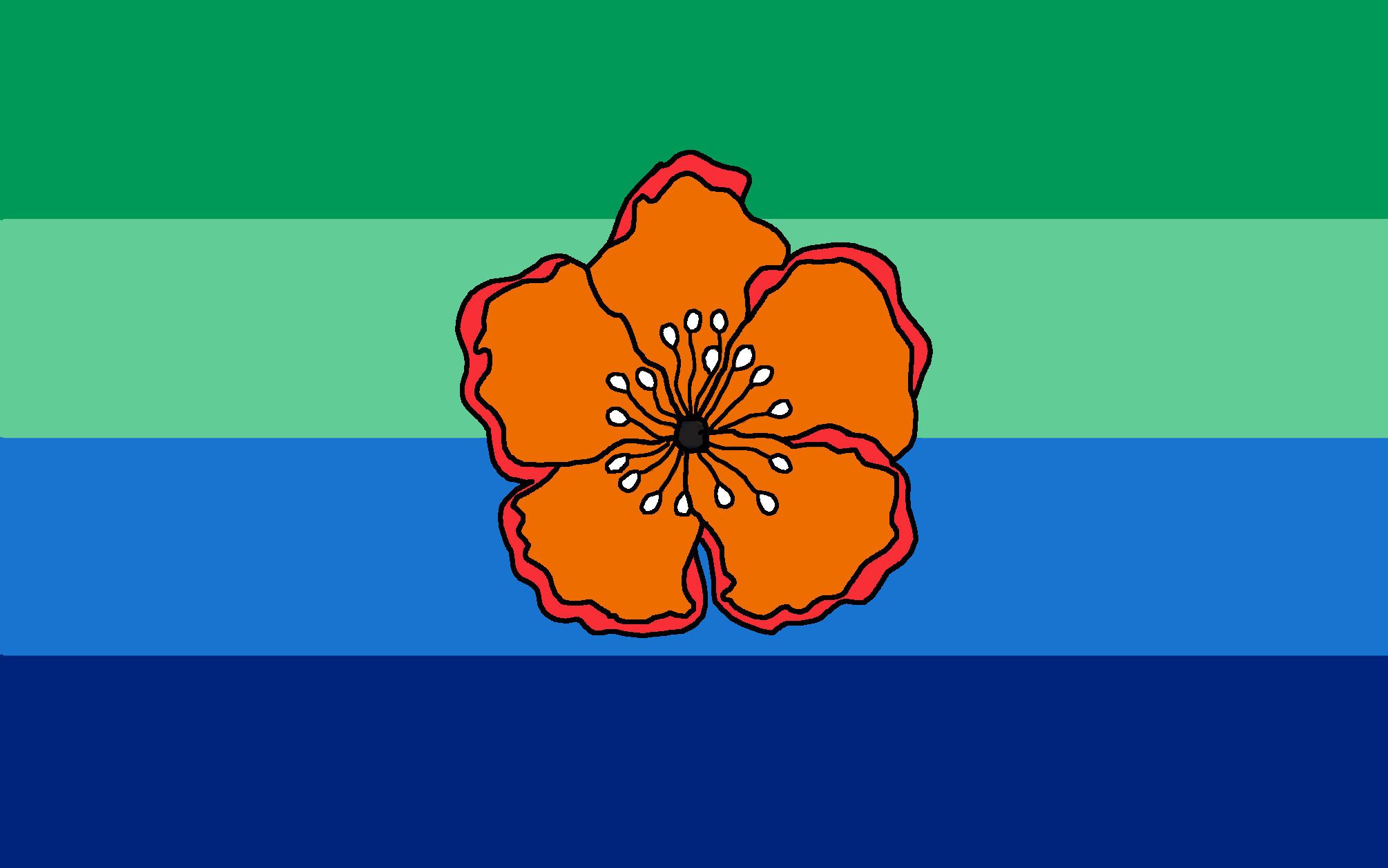
Angaur
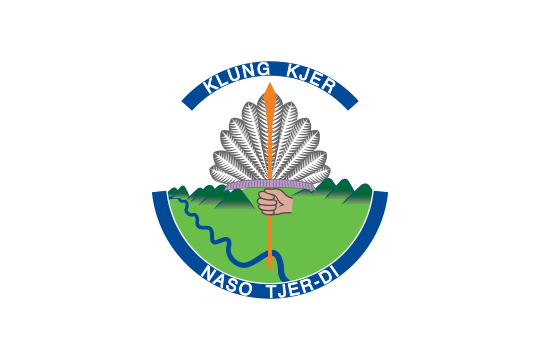
Berakar
Hatohobei
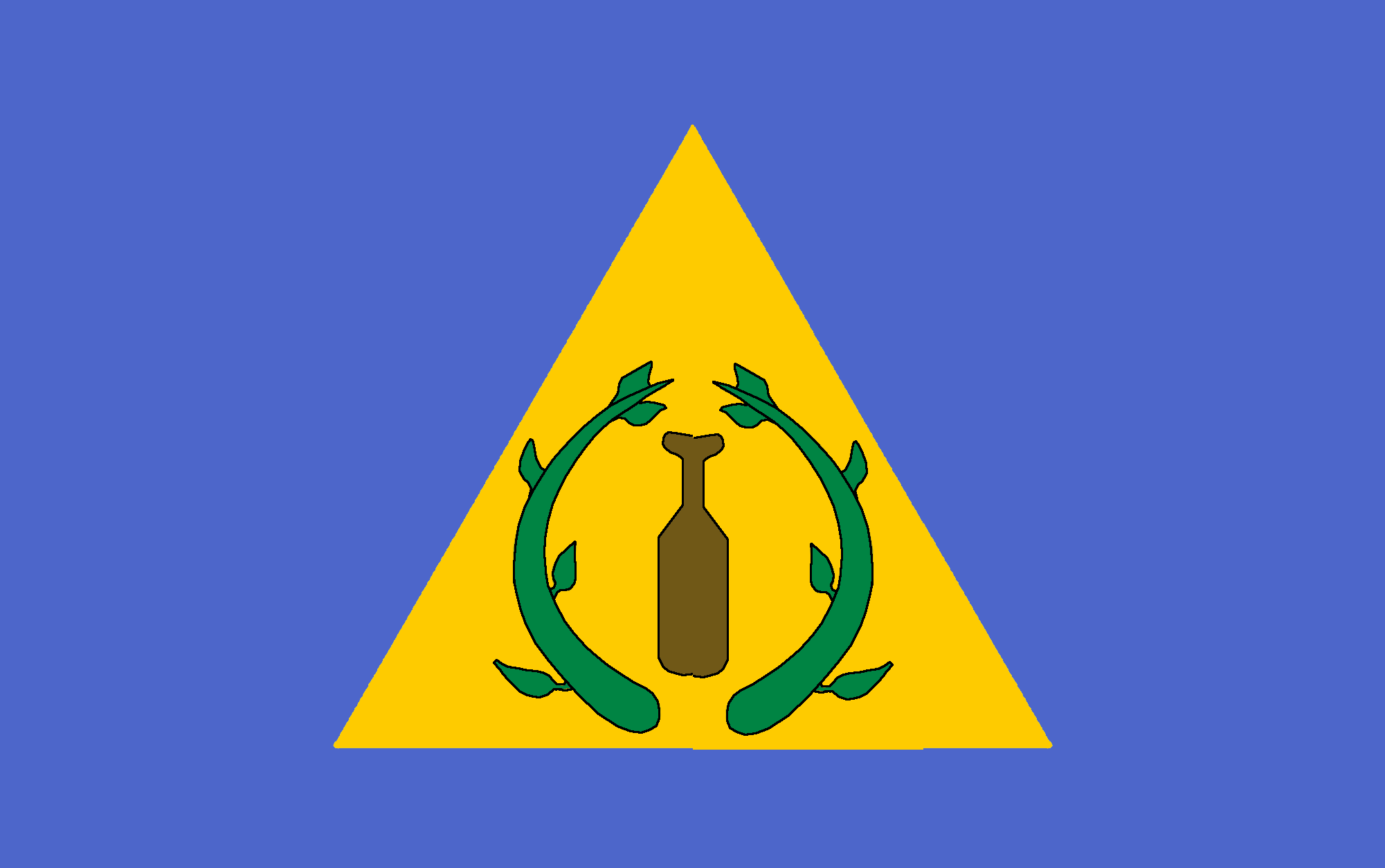
Kayangel
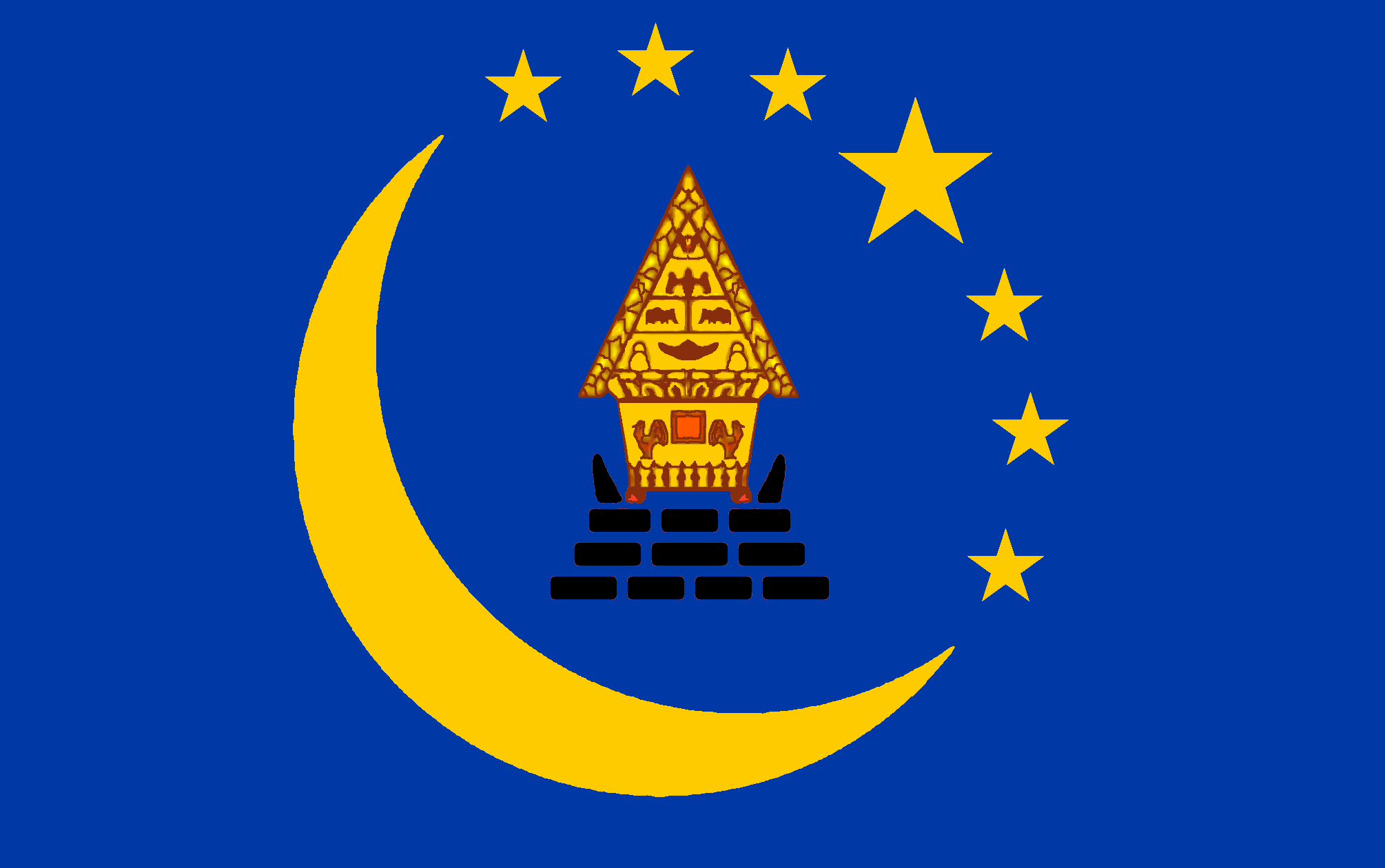
Koror
Melekeok
Ngaraard
Ngarchelong
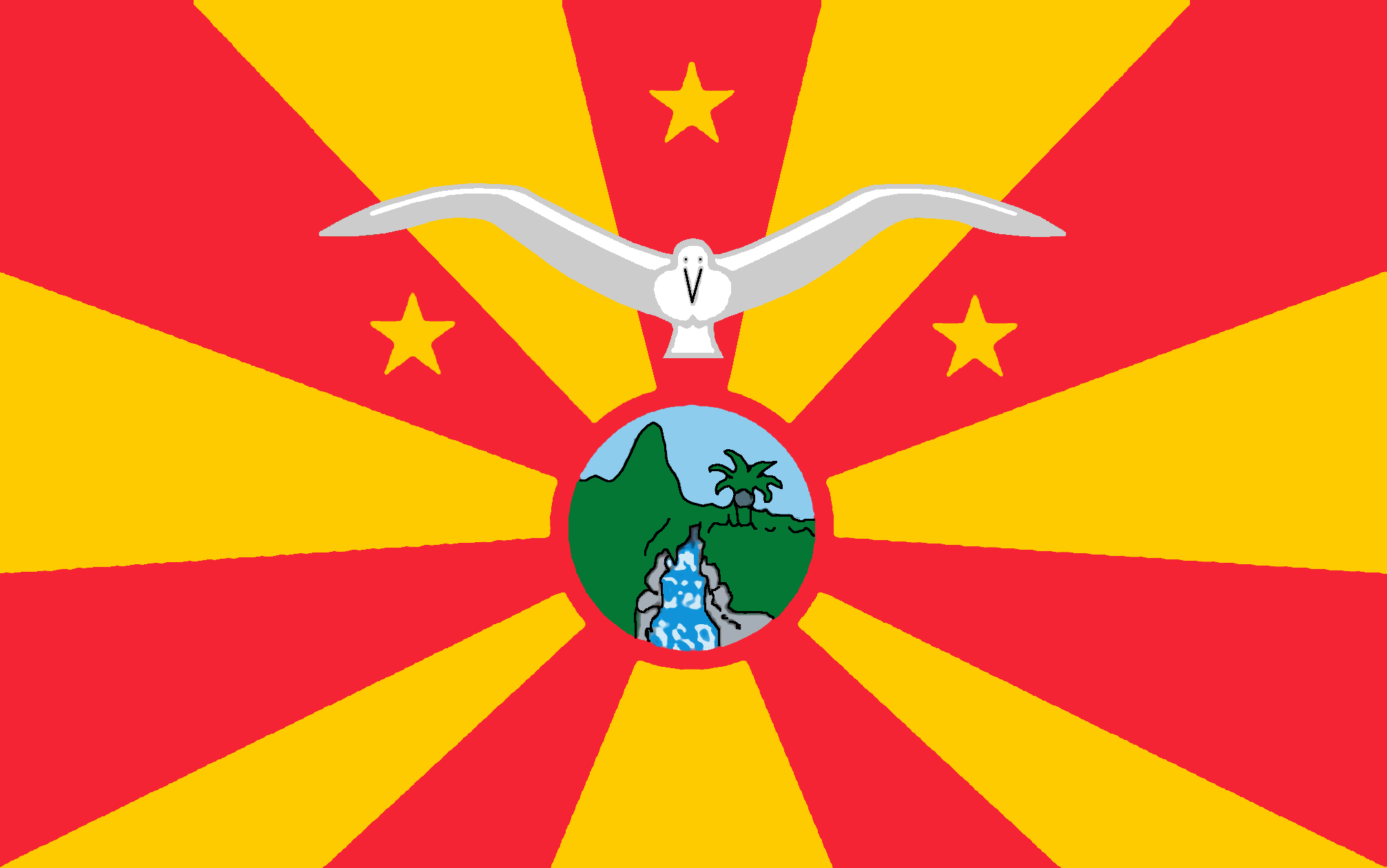
Ngardmau
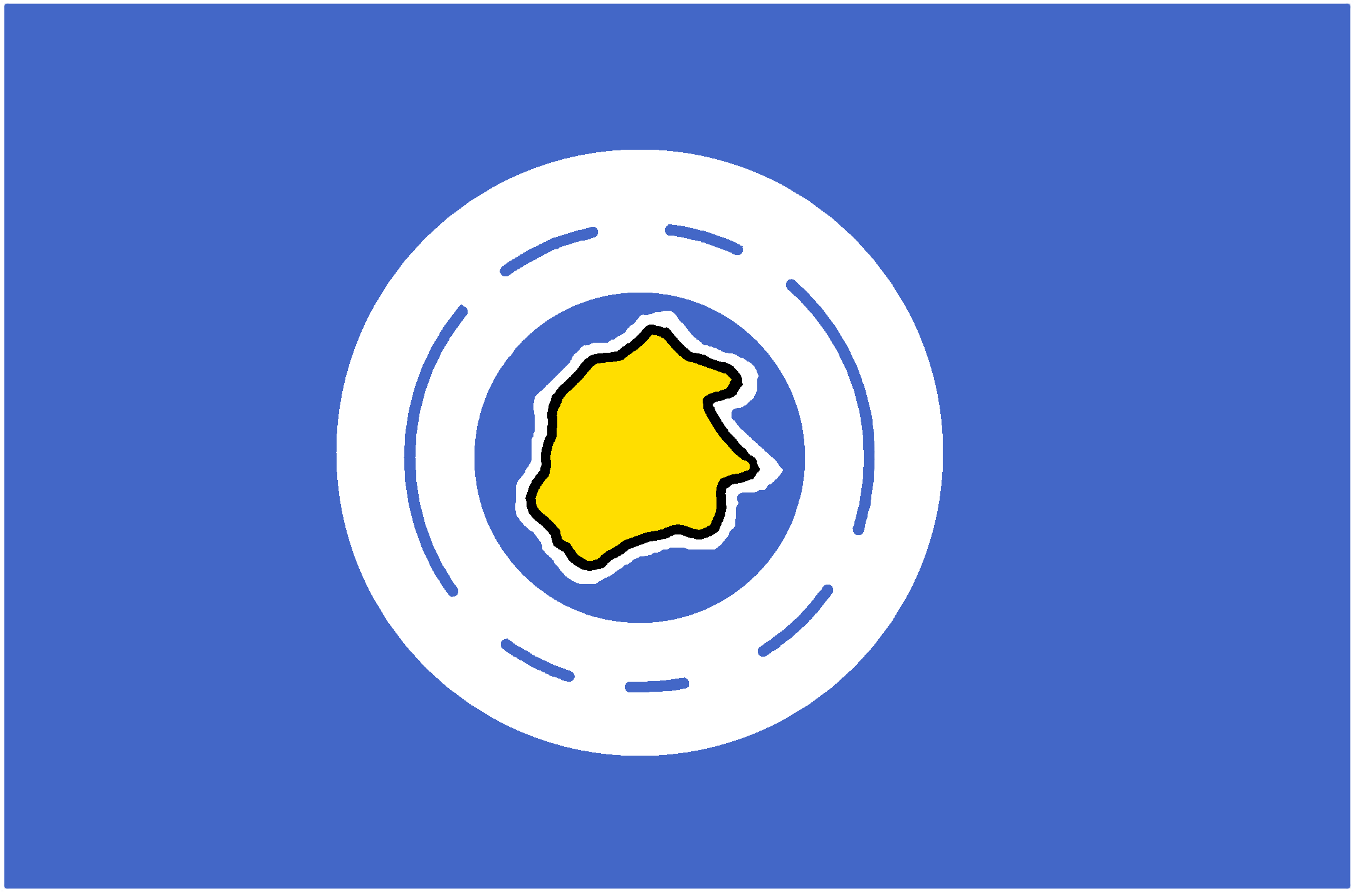
Ngaremlengui
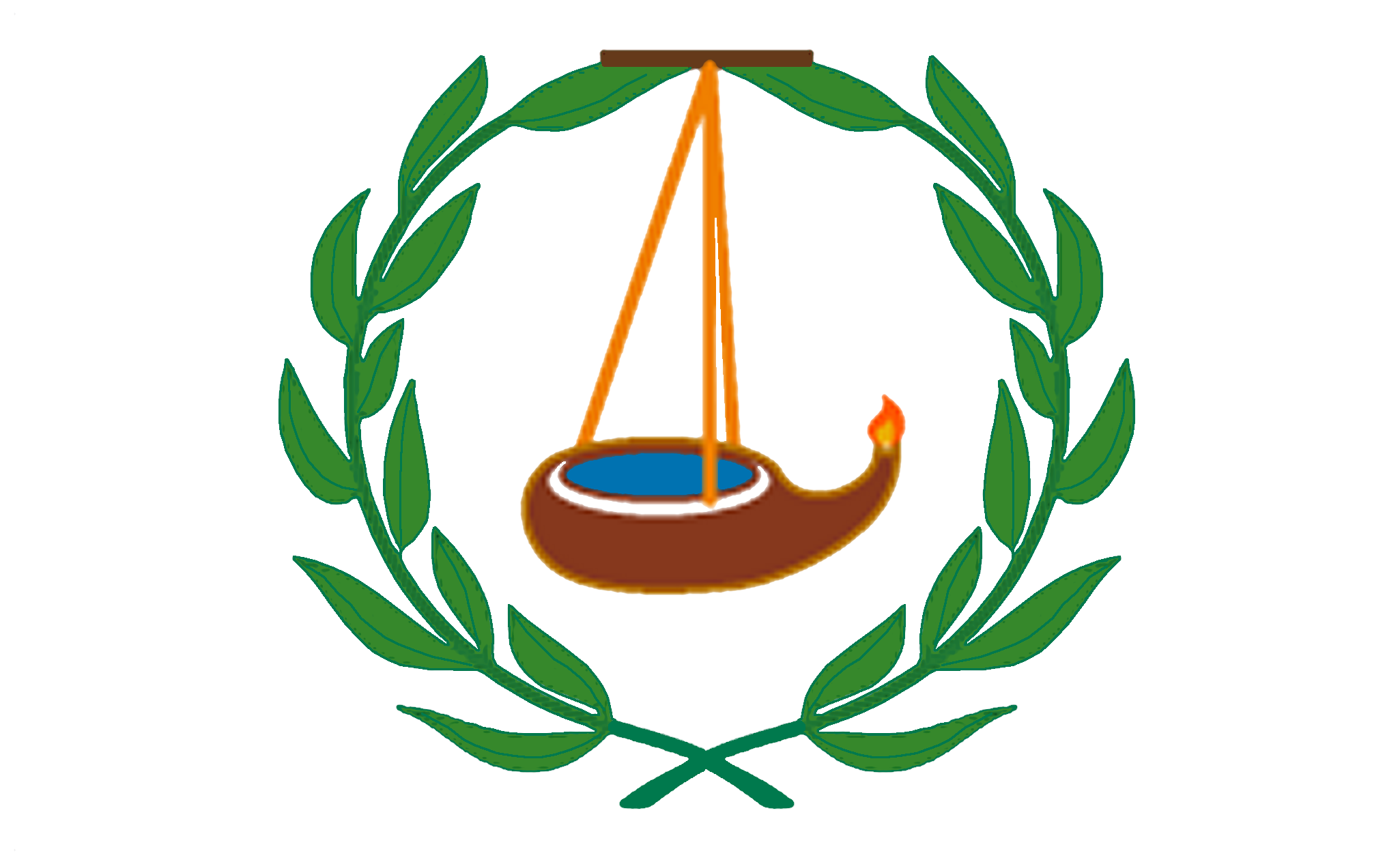
Ngatpang
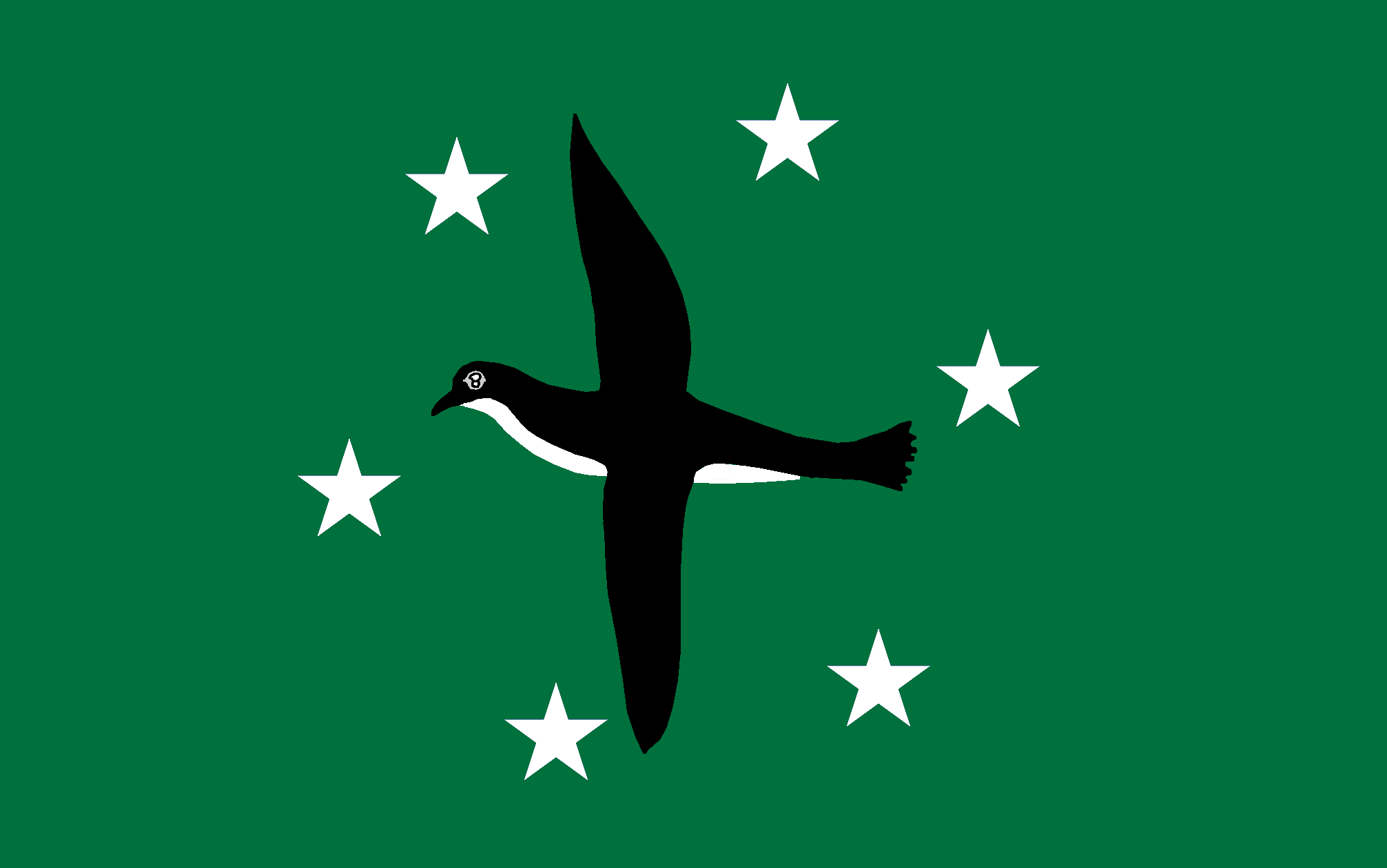
Ngchesar
Ngiwal
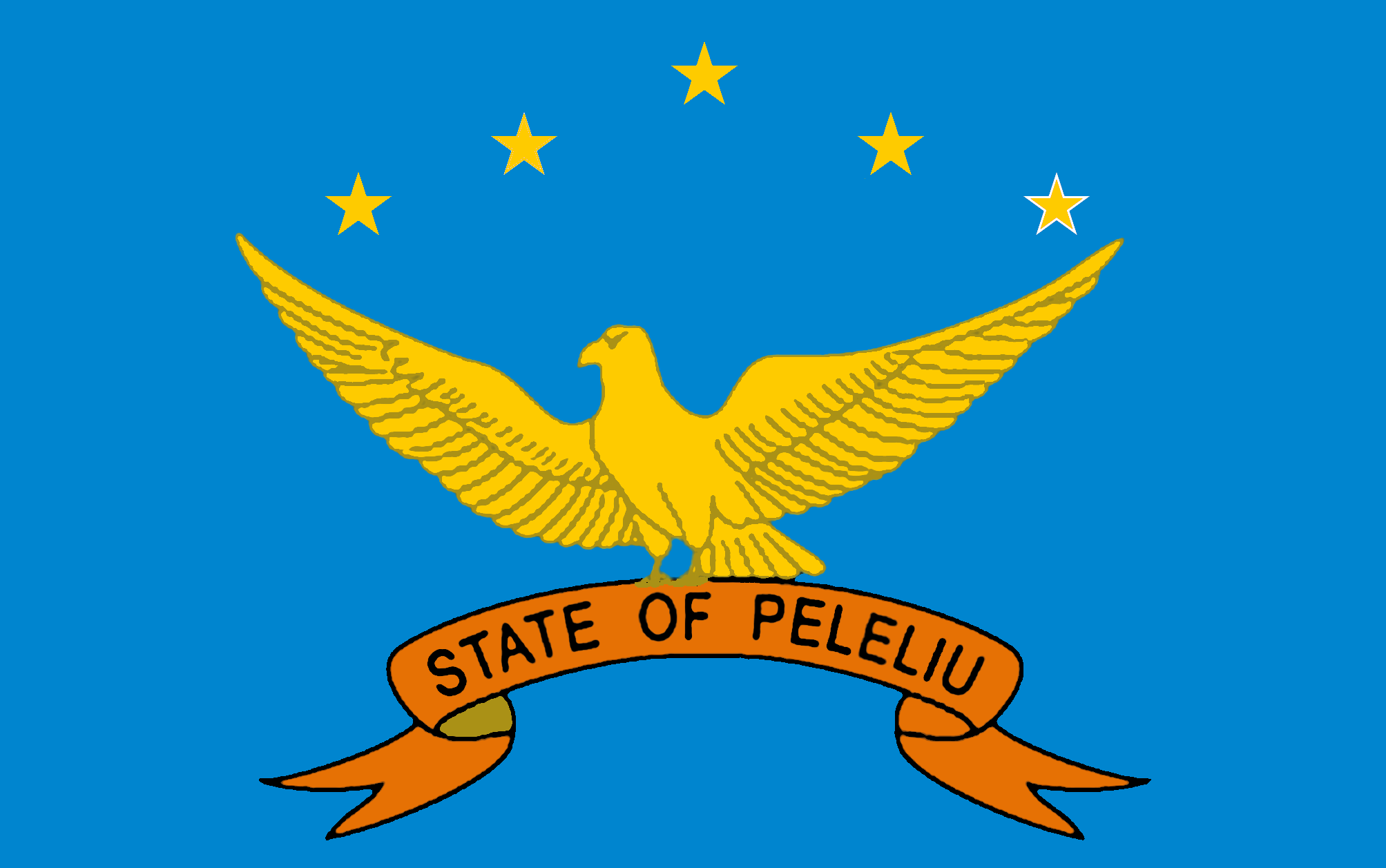
Peleliu
Sonsorol

## Polynésie

Drapeau de Hawaii (État des États-Unis)
(Non officiel) Drapeau des îles Chatham (Archipel de Nouvelle-Zélande)
Drapeau des îles Cook (État en libre-association avec la Nouvelle-Zélande)
Drapeau de l'île de Pâques (Territoire spécial du Chili)
Drapeau de la Polynésie française (Collectivité d'outre-mer de la France)
Drapeau de Niue (État en libre-association avec la Nouvelle-Zélande)
Drapeau des îles Pitcairn (Territoire britannique d'outre-mer du Royaume-Uni)
Drapeau des Samoa
Drapeau des Samoa américaines (territoire non incorporé et non organisé des États-Unis)
Drapeau des Tokelau (Territoire à statut spécial de Nouvelle-Zélande)
Drapeau des Tonga
Drapeau des Tuvalu
(Non officiel) Drapeau de Wallis-et-Futuna (Collectivité d'outre-mer de la France)

### Composantes de la Polynésie française

Drapeau de la Polynésie française
Drapeau des îles Australes
Drapeau des îles Gambier
Drapeau des îles Marquises
Drapeau de l'archipel des Tuamotu

### Royaumes de Wallis-et-Futuna

Royaume d'Alo (Futuna)
Royaume d'Uvéa  (Wallis)
Royaume de Sigave  (Futuna)

## Îles mineures éloignées des États-Unis d'Amérique

(Non officiel) Drapeau des îles Midway
(Non officiel) Drapeau de l'atoll Palmyra
(Non officiel) Drapeau de l'île Wake